# Martin Carlin

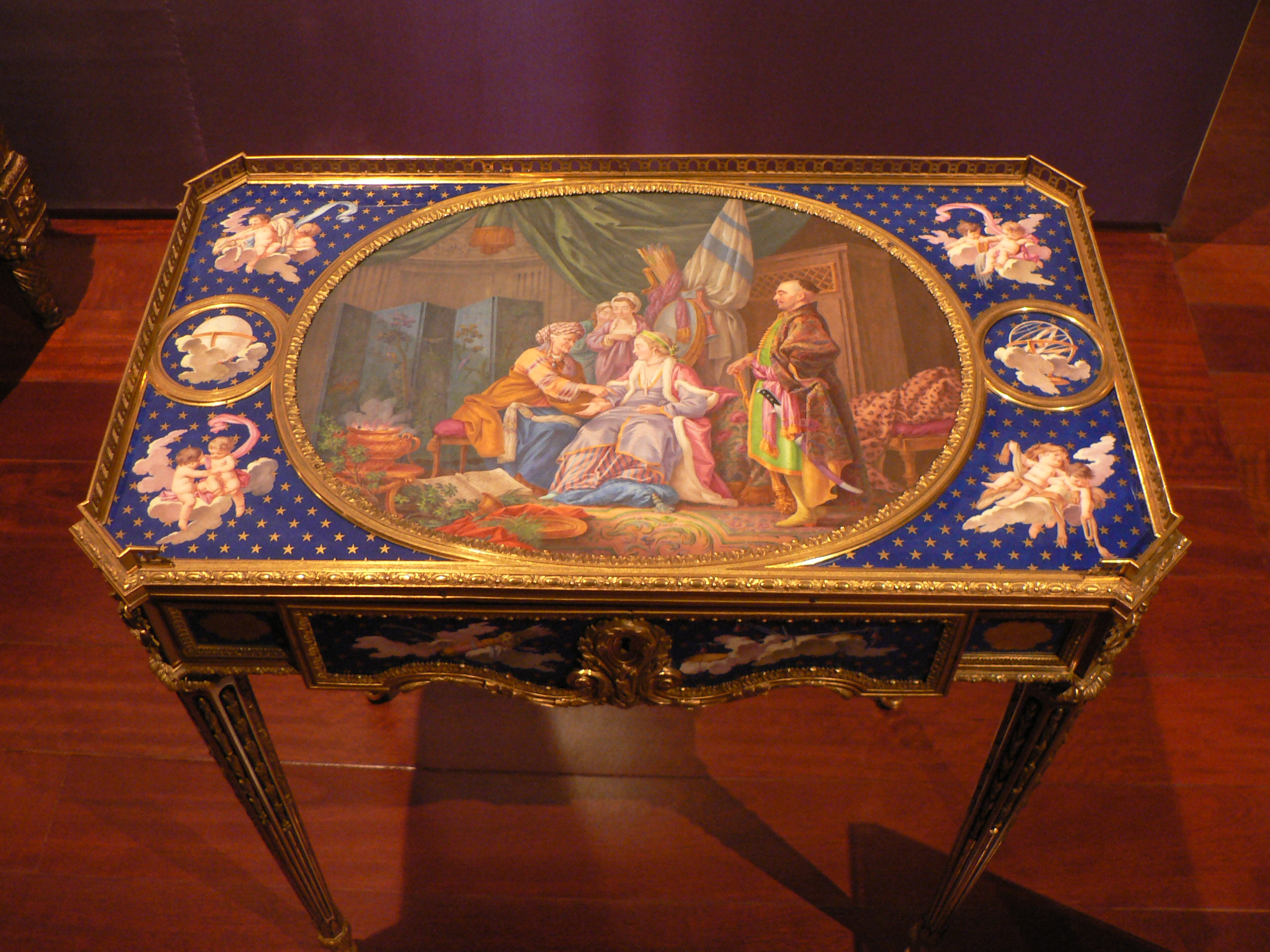
Tauleta amb plaques de Sèvres per Carlin, 1772 (Museu Calouste Gulbenkian, Lisboa)

Martin Carlin (ca 1730 – 1785) va ser un ebenista parisenc, nascut a Freiburg, que va rebre el mestrat a París el 1766.
Carlin va treballar al principi a la botiga de Jean-François Oeben, amb la germana del qual es va casar.  Es va instal·lar independentment al Faubourg Saint-Antoine, un barri de moda de París, on pocs clients rics havien penetrat. Carlin va vendre els seus treballs exclusivament a marxants com Simon-Philippe Poirier i la seva parella Dominique Daguerre, que van actuar com decoradors-dissenyadors. Va ser només a través d'aquests empresaris que Carlin va poder adquirir les plaques de porcellana de Sèvres que decoren moltes de les seves peces. Les seves primeres peces són datables per les marques de la seva porcellana fins a 1766; van seguir dissenys subministrats pel distribuïdor Poirier. Tot i que Martin Carlin va fer algunes peces més grans: secrétaires à abattant (taulells secretaris davanters), taules i comodins, és més conegut per a petits mobles refinats en el neoclassicisme, algunes d'elles xapades amb panells tallats de la laca, que també hauria rebut de les mans dels marchands-merciers.

## Col·lecció
Bonheur du jour (Table à gradin dite) 
* Bonheur du jour, 1765, Bowes Museum, Regne Unit
* Bonheur du jour, 1766, Musée Nissim de Camondo, França
* Bonheur du jour, 1766, Waddesdon Manor, Regne Unit
* Bonheur du jour, 1768, Boughton House, Regne Unit
* Bonheur du jour, 1768, lliurat a la Comtesse du Barry, The Metropolitan Museum of Art, Estats Units
* Bonheur du jour, 1769, The Metropolitan Museum of Art, Estats Units
* Bonheur du jour, 1770, The Metropolitan Museum of Art, Estats Units
* Bonheur du jour, 1770, The Huntington Library, Estats Units
* Bonheur du jour, 1770, Waddesdon Manor, Regne Unit
* Bonheur du jour, 1771, The Huntington Library, Estats Units
* Bonheur du jour, 1774, The Metropolitan Museum of Art, Estats Units
 Bureau plat  (taula d'escriptura)
* Bureau plat, de 1778, lliurat a la Gran Duquessa Maria Feodorovna i el Gran Duc Paul Petrovich de Rússia pel Palau de Pavlosk, Getty Museum, Estats Units
 Gabinet 
* Gabinet, c. 1783, Royal Collection, Regne Unit
 Coffret à bijoux 

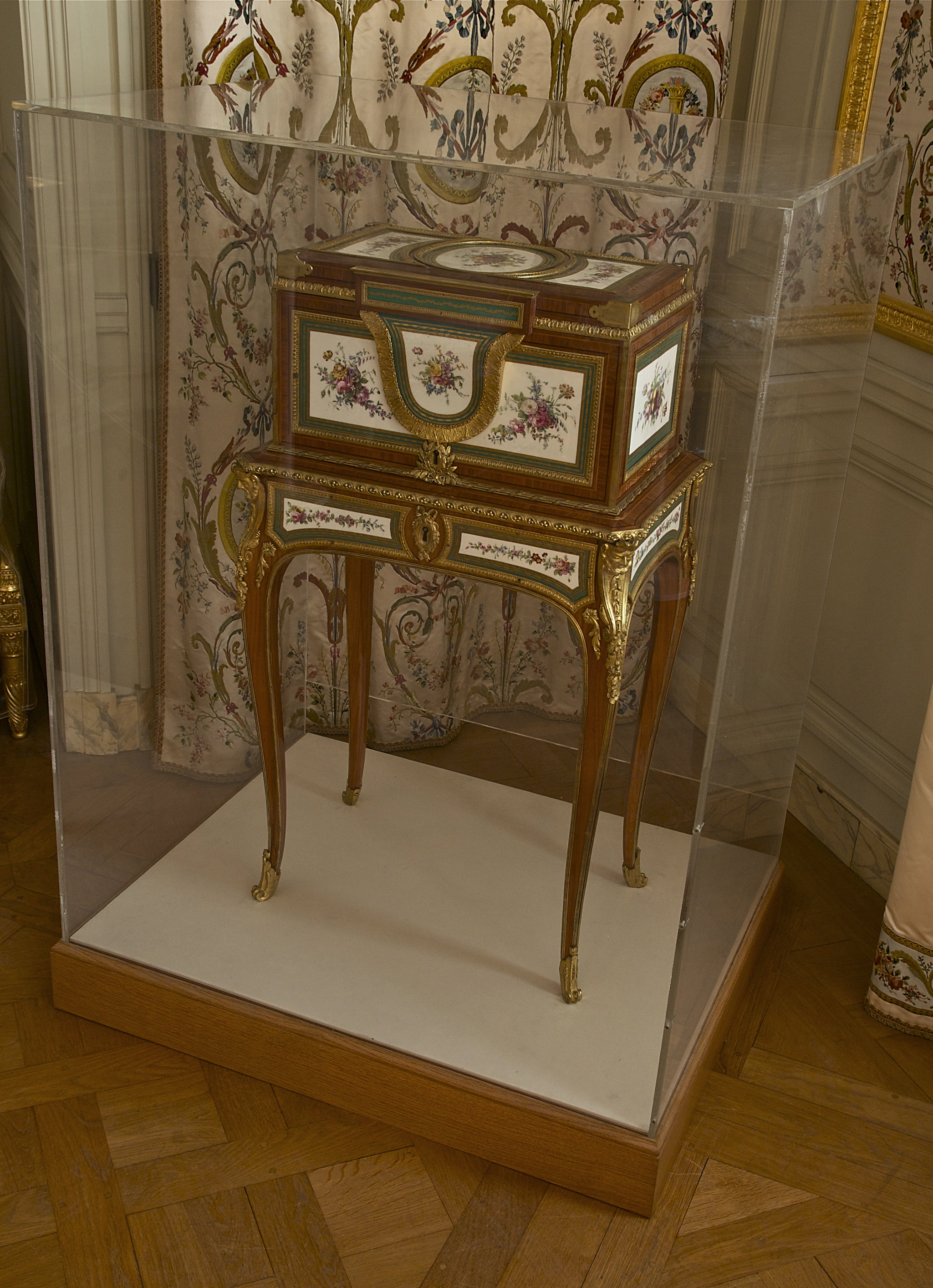
Coffret à bijoux 1770 (Versailles)

* Coffret à bijoux, 1770, lliurat a Marie-Antoinette pel Petit Triannon, Château de Versailles, França
* Coffret à bijoux, c. 1770, lliurat a la Comtesse du Barry, The Metropolitan Museum of Art, Estats Units
* Coffret à bijoux, c. 1774, lliurat a la Gran Duquessa Maria Feodorovna i el Gran Duc Paul Petrovich de Rússia pel Palau de Pavlosk, The Detroit Institute of Arts, Estats Units
* Coffret à bijoux, c. 1775, The Metropolitan Museum of Art, Estats Units
* Coffret à bijoux, c. 1775, The Metropolitan Museum of Art, Estats Units
 Commode à vantaux  (Commode with doors)
* Commode à vantaux, c. 1778, inserit amb panells de Pietra Dure (un dels millors exemples de Carlin), Royal Collection, Regne Unit
 Encoignure  (Armari de cantonada)
* Parell de  Encoignures , 1772, Wallace Collection, Regne Unit
 Music-stand 
* Music-stand, 1770-75, Getty Museum, Estats Units
 Music-stand and writing-table 
* Music-stand and writing table, 1786, impartit per Marie-Antoinette a la Sra. William Eden (més tard Lady Auckland), V & A, Regne Unit
 Estand de lectura 
* Estand de lectura, c. 1780, V & A, Regne Unit
 Secrétaire 
* Secrétaire, 1775, Museu Getty, Estats Units
* Secrétaire, 1776, Wallace Collection, Regne Unit
* Secrétaire, 1776-77, Museu Getty, Estats Units
 Secrétaire à abattant 
* Secrétaire à abattant, 1770-80, V & A, Regne Unit
'Table à uvrage' '
Table à ouvrage, 1770. lliurat a la duquessa de Mazarin el 1779 pel seu camarín, Museu Getty, Estats Units
* Table à ouvrage, 1773, Museu Getty, Estats Units
* Table à ouvrage, 1775, V & A, Regne Unit
Table à ouvrage, 1783-84, Wallace Collection, Regne Unit
Table à ouvrage, 1786, impartit per Marie-Antoinette a la Sra. William Eden (més tard Lady Auckland), V & A, Regne Unit